# Fountain Hills
Fountain Hills ist eine Stadt im US-Bundesstaat Arizona, Vereinigte Staaten, mit 23.820 Einwohnern (Stand: Volkszählung 2020). 
Die Stadt verdankt ihren Namen einem riesigen Springbrunnen (Fontäne), welcher alle 60 Minuten Wasser in eine Höhe von etwa 170 Meter (560 Fuß) in die Luft schießt.

## Einwohnerentwicklung
| Jahr | Einwohner |
| ---- | --------- |
| 1980 | 2.771     |
| 1990 | 10.030    |
| 2000 | 20.235    |
| 2005 | 23.217    |
| 2020 | 23.820    |

## Schulen
Im Fountain Hills Unified School District (FHUSD) gibt es mit der McDowell Mountain Elementary School, Four Peaks Elementary School, Fountain Hills Middle School und Fountain Hills High School (die eine Partnerschaft mit einem Gymnasium in Dierdorf im Westerwald unterhält) vier Schulen.

## Verkehr
Fountain Hills befindet sich nördlich der Arizona State Route 87 und östlich der Arizona State Route 101.